# 少先队员 (杂志)
《少先队员》是共青团广东省委和少先队员编辑部出版的半月刊杂志，创刊于1956年4月。